# جزایر شانتار
جزایر شانتار (انگلیسی: Shantar Islands) گروهی از جزیره‌ها در سرزمین خاباروفسک کشور روسیه است.